# 奥约斯
奥约斯，是西班牙埃斯特雷马杜拉卡塞雷斯省的一个市镇。总面积15平方公里，2001年普查人口總數為972人，人口密度為每平方公里65人。